# مساواة معقدة
المساواة المعقدة هي نظرية للعدالة وضعها مايكل وازلر في كتابه مجالات العدالة. وتفترض النظرية أن حالات عدم المساواة في العديد من مجالات المجتمع لا ينبغي أن تطغى على بعضها البعض.
ويعرف وازلر المساواة المعقدة بأنها:
 «تعني المساواة المعقدة، باستخدام مصطلحات رسمية، أن موقف المواطن في أحد المجالات أو بالنسبة لصالح اجتماعي معين لا يمكن تقويضه بموقفه في مجال آخر.».

## الانتقادات
- Richard J. Arneson (1990), Against “Complex Equality”, Public Affairs Quarterly, Vol. 4, No. 2 (Apr. 1990), pp. 99–110